# Josh Wink

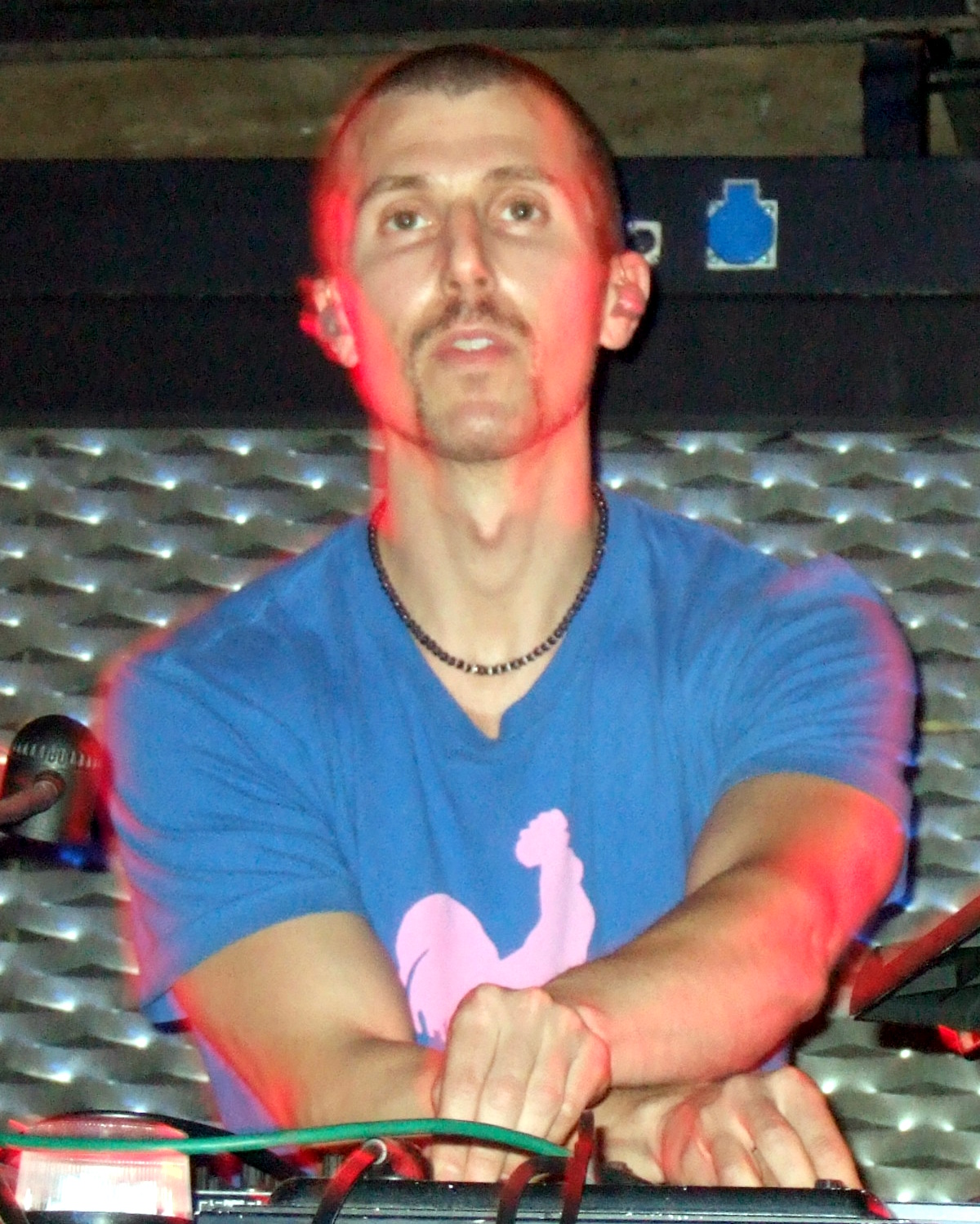
Josh Wink bei einem Auftritt (2007)

Josh Wink (* 20. April 1970 als Joshua Winkelman) ist ein US-amerikanischer Techno-DJ, Musiker, Musikproduzent, Labelgründer und Remixer. Er war ein Pionier der amerikanischen Rave-Szene der frühen 1990er Jahre und veröffentlichte mehrere internationale Hits, darunter „Don’t Laugh“ (als Winx), „I’m Ready“ (als Size 9) und „Higher State of Consciousness“.

## Leben
Der aus Philadelphia stammende Josh Wink begann 1987, in den House-Clubs seiner Heimatstadt als DJ aufzulegen. 1990 veröffentlichte er gemeinsam mit King Britt unter dem Projektnamen E-Culture die Single „Tribal Confusion“ auf Strictly Rhythm, im Anschluss folgte auf seinem eigenen House-Label Happy Trax die Maxi-Single „Strong Song“. Seine beginnende Reputation als DJ führte dazu, dass er alsbald auch in New York City auflegte. Um 1992 war Wink überwiegend als Remixer für verschiedene Labels tätig, entwickelte sich dabei musikalisch jedoch zunehmend in Richtung Techno und Acid House. 1994 gründete er gemeinsam mit King Britt das Musiklabel Ovum Recordings.
Mitte der 1990er Jahre erschienen zahlreiche eigene Veröffentlichungen. Mit „Don’t Laugh“ gelang Wink 1995 ein internationaler Erfolg. Der Titel mit dem markanten, geloopten Lach-Sample gilt als einer der bekanntesten House-Tracks der 1990er Jahre. Weitere bekannte Produktionen sind die Acid-Breaks-Tracks „Higher State Of Consciousness“ (1995) und „Hypnotizin’“ (1996). Um mehreren Labels die „Exklusivrechte“ an Josh Winks Produktionen abzutreten, trat er unter jeweils leicht abgeänderten Pseudonymen in Erscheinung, etwa „Winx“, „Wink“, „Winc“ und „Winks“.

## Diskografie

### Studioalben
| Jahr | Titel                 | Höchstplatzierung, Gesamtwochen, AuszeichnungChartplatzierungen (Jahr, Titel, Platzierungen, Wochen, Auszeichnungen, Anmerkungen) | Höchstplatzierung, Gesamtwochen, AuszeichnungChartplatzierungen (Jahr, Titel, Platzierungen, Wochen, Auszeichnungen, Anmerkungen) | Höchstplatzierung, Gesamtwochen, AuszeichnungChartplatzierungen (Jahr, Titel, Platzierungen, Wochen, Auszeichnungen, Anmerkungen) | Höchstplatzierung, Gesamtwochen, AuszeichnungChartplatzierungen (Jahr, Titel, Platzierungen, Wochen, Auszeichnungen, Anmerkungen) | Höchstplatzierung, Gesamtwochen, AuszeichnungChartplatzierungen (Jahr, Titel, Platzierungen, Wochen, Auszeichnungen, Anmerkungen) | Anmerkungen                               |
| Jahr | Titel                 | DE | AT | CH | UK | US | Anmerkungen                               |
| ---- | --------------------- | --- | --- | --- | --- | --- | ----------------------------------------- |
| 1996 | Left Above the Clouds | — | — | — | UK43 (2 Wo.)UK | — | Erstveröffentlichung: September 1996 Winx |

Weitere Veröffentlichungen
- 1998: Wink – Herehear
- 2003: Wink – 20 to 20
- 2009: Josh Wink – When a Banana Was Just a Banana
- 2010: Josh Wink – When a Banana Was Just a Banana Remixed & Peeled

### Singles
| Jahr | Titel Album                                                     | Höchstplatzierung, Gesamtwochen, AuszeichnungChartplatzierungen (Jahr, Titel, Album, Platzierungen, Wochen, Auszeichnungen, Anmerkungen) | Höchstplatzierung, Gesamtwochen, AuszeichnungChartplatzierungen (Jahr, Titel, Album, Platzierungen, Wochen, Auszeichnungen, Anmerkungen) | Höchstplatzierung, Gesamtwochen, AuszeichnungChartplatzierungen (Jahr, Titel, Album, Platzierungen, Wochen, Auszeichnungen, Anmerkungen) | Höchstplatzierung, Gesamtwochen, AuszeichnungChartplatzierungen (Jahr, Titel, Album, Platzierungen, Wochen, Auszeichnungen, Anmerkungen) | Höchstplatzierung, Gesamtwochen, AuszeichnungChartplatzierungen (Jahr, Titel, Album, Platzierungen, Wochen, Auszeichnungen, Anmerkungen) | Anmerkungen                                         |
| Jahr | Titel Album                                                     | DE | AT | CH | UK | US | Anmerkungen                                         |
| ---- | --------------------------------------------------------------- | --- | --- | --- | --- | --- | --------------------------------------------------- |
| 1995 | Don’t Laugh Left Above the Clouds                               | DE26 (12 Wo.)DE | AT26 (2 Wo.)AT | — | UK38 (2 Wo.)UK | — | Erstveröffentlichung: April 1995 Winx               |
| 1995 | Don’t Laugh But Lick It –                                       | — | — | CH50 (1 Wo.)CH | — | — | Erstveröffentlichung: Juli 1995 Winx mit 20 Fingers |
| 1995 | Higher State Of Consciousness –                                 | — | — | — | UK8 Silber · (16 Wo.)UK | — | Erstveröffentlichung: September 1995 Wink           |
| 1996 | Hypnotizin’ Left Above The Clouds                               | — | — | — | UK35 (2 Wo.)UK | — | Erstveröffentlichung: Februar 1996 Winx             |
| 1996 | Higher State Of Consciousness '96 Remixes Left Above the Clouds | — | — | — | UK7 (11 Wo.)UK | — | Erstveröffentlichung: Juli 1996 Wink                |
| 1998 | Simple Man Herehear                                             | — | — | — | UK77 (1 Wo.)UK | — | Erstveröffentlichung: Juli 1998 Wink                |
| 2000 | How’s Your Evening So Far –                                     | — | — | — | UK23 (3 Wo.)UK | — | Erstveröffentlichung: Juli 2000 Wink mit Lil’ Louis |
| 2002 | Superfreak (Freak) 20 to 20                                     | — | — | — | UK98 (1 Wo.)UK | — | Erstveröffentlichung: Juni 2002 Wink                |

Weitere Singles
- 1995: Size 9 – I’m Ready
- 1997: Wink – Are You There
- 2004: Wink, Freeland & Middleton – Rise Above
- 2004: Wink – 516 Acid
- 2008: Wink – Stay Out All Night